# ФК „Раковски“ (Раковски)
ФК „Раковски“ е български футболен отбор от Раковски. Основан е през 2001 г. Играе домакинските си срещи на стадион „Г. С. Раковски“ с капацитет от 3000 места. Клубните цветове са зелено и бяло.

## Наименования
- „Легия“ (до 2001)
- „Раковски“ 2001

## История
В град Раковски са съществували различни футболни отбори, по-известни от които са „Урожай“ (в средата на 50-те години на ХХ век), „Дибенко“ (1957 г.) и по-късно „Металург“. През 1985 г. се образува футболен клуб „Легия“. Няколко години по-късно възниква и ФК „Секирово“ (1991 г.), а през 2001 г. в общинския център започва да развива дейност и новоучредения ФК „Раковски“. В началото той поддържа само детско-юношески формации, но след края на сезон 2004/05, когато „Легия“ на практика прекратява съществуването си, сформира и мъжки отбор.
През зимната пауза на състезателната 2010/11 г. „Раковски“ се обединява с „Марица 1921“ (Пловдив) под името „Раковски 2011“, който от следващия сезон наследява мястото на пловдивския клуб в Югоизточната В-Републиканска футболна група и името, символите и базата на „Раковски“, като към наименованието му се добавя 2011. През 2011/12 завършва на 1 място в Югоизточната В група и влиза в Б група По-късно футболисти от града възраждат и ФК „Раковски 2001“.
През сезона 2017/18 г. ФК „Раковски 2011“ изпада в А ОФГ Пловдив и впоследствие се отказва от участие, с което престава да съществува. През същия сезон ФК „Раковски 2001“ се класира на първо място в Б ОФГ Пловдив – северна подгрупа, с което влиза в А ОФГ Пловдив..
През лятото на 2025 г. клубът влиза в Трета Югоизточна лига след победа над ФК „Хасково“.

## Известни футболисти
От школата и отбора на клуба са излезнали футболистите:
1. Петър Атанасов
2. Иван Йорданов
3. Станислав Работов

## ДЮШ
От 2023 е възродена и детско-юношеската школа, с която се продължи делото на кмета Франц Коков дори и след неговата смърт.

### Треньори
1. Петър Атанасов
2. Милко Баданов
3. Теодор Гишин набор - 2015г.
4. Теодор Гишин набор - 2016г.